# SBSA
Kiến trúc Hệ thống Cơ sở Máy chủ (The Server Base System Architecture - SBSA) là một kiến trúc hệ thống phần cứng dành cho các máy chủ dựa trên bộ xử lý ARM 64-bit.

## Cơ sở lý luận
Từ trước đến nay, các sản phẩm dựa trên ARM thường được thiết kế riêng cho các ứng dụng và cấu hình nguồn cụ thể. Sự khác biệt giữa các nền tảng phần cứng dựa trên ARM là một trở ngại đòi hỏi phải điều chỉnh hệ điều hành cho mỗi sản phẩm.
SBSA tìm cách tăng cường hệ sinh thái ARM bằng cách chỉ định một tập hợp tối thiểu các tính năng được tiêu chuẩn hóa để hệ điều hành được xây dựng cho nền tảng tiêu chuẩn này sẽ hoạt động chính xác mà không cần sửa đổi trên tất cả các sản phẩm phần cứng tuân thủ đặc điểm kỹ thuật.

## Đặc trưng
- Các tính năng của CPU
- Quản lý bộ nhớ
- Truy cập ngoại vi
- Ngắt (Interrupts)
- Cơ quan giám sát (watchdog) (phát hiện hệ thống có lỗi)

Các thông số kỹ thuật hiện có cho USB, PCIe, ACPI, TPM và các tiêu chuẩn khác được kết hợp để củng cố thông số kỹ thuật.
Yêu cầu khởi động cơ sở máy chủ
Các vấn đề về chương trình cơ sở được giải quyết riêng trong thông số kỹ thuật Yêu cầu khởi động cơ sở máy chủ (SBBR viết tắt của the Server Base Boot Requirements).

## Xác thực nền tảng
Bộ Tuân thủ Kiến trúc (ACS viết tắt của the The Architecture Compliance Suite ) kiểm tra xem môi trường có tuân thủ đặc điểm kỹ thuật SBSA hay không và được cung cấp theo giấy phép nguồn mở Apache 2. Nó có sẵn tại https://github.com/ARM-software/sbsa-acs.

## Mức độ tuân thủ
Đặc điểm kỹ thuật xác định các cấp độ tuân thủ, với cấp độ 0 là cấp độ cơ bản nhất và các cấp độ kế tiếp được xây dựng dựa trên các cấp độ trước đó. Theo lời của thông số kỹ thuật, "Trừ khi được nêu rõ ràng, tất cả các mục thông số kỹ thuật thuộc cấp N đều áp dụng cho các cấp lớn hơn N."

### Mức 0, 1 và 2
Các cấp 0, 1 và 2 đã không còn được dùng nữa và được chuyển thành cấp 3.

### Cấp 3
Mức 3 chứa các thông số kỹ thuật cấp cơ sở cho:
- Các tính năng của PE (Phần tử xử lý - một lõi)
- Bản đồ bộ nhớ
- Bộ điều khiển ngắt
- Chỉ định PPI (ngắt ngoại vi)
- Hành vi MMU
- Đồng hồ và hệ thống con hẹn giờ
- Đánh thức ngữ nghĩa
- Ngữ nghĩa trạng thái quyền lực
- Cơ quan giám sát
- Hệ thống con ngoại vi

### Cấp 4
Mở rộng cấp độ 3, ví dụ: với sự hỗ trợ cho các phần mở rộng khôi phục lỗi RAS của thông số kỹ thuật ARMv8.2.

### Cấp 5
Mở rộng cấp độ 4, ví dụ: với hỗ trợ kiểm soát dịch giai đoạn 2 từ hypervisor như được chỉ định trong ARMv8.4.

### Cấp độ 6
Mở rộng cấp độ 5, ví dụ: với sự hỗ trợ cho các tính năng an toàn thực thi đầu cơ.

## Phiên bản

### Phiên bản công khai ban đầu
Phiên bản công khai đầu tiên của SBSA được công bố vào ngày 29 tháng 1 năm 2014.

### SBSA Phiên bản 3.0
SBSA Phiên bản 3.0 được phát hành vào ngày 1 tháng 2 năm 2016.

### SBSA Phiên bản 5.0
SBSA Phiên bản 5.0 được phát hành vào ngày 30 tháng 5 năm 2018.

### SBSA Phiên bản 6.0
SBSA Phiên bản 6.0 được phát hành vào ngày 16 tháng 9 năm 2019.

## Xem Thêm
- UEFI
- ACPI